# Wester-Schouwen
De Wester-Schouwen of Westerlichttoren is een bekende vuurtoren in Burgh-Haamstede. De toren is ontworpen door Leendert Valk en gebouwd tussen 1837 en 1840. Met zijn 50 meter hoogte (boven het maaiveld) en een lichthoogte van 58 meter boven zeeniveau, is de toren een van de hoogste vuurtorens van Nederland.
De basis van de toren wordt gevormd door ongeveer 2,5 meter dikke muren, die naar boven toe steeds dunner worden. Een deels stenen en deels ijzeren trap van 226 treden voert naar de top. In 1983 is er een kleine personenlift aangebracht in de schacht van de toren. In 1979 is het oude lichthuis vervangen door een nieuw exemplaar om een radarantenne te kunnen dragen. Het oude lichthuis is in gebruik als kantoortje van de havenmeester in Burghsluis. De toren is niet meer bemand sinds 1990, sindsdien wordt het radarbeeld doorgestuurd naar de Kustwachtpost op het Westhoofd. De vuurtoren is sinds 1978 niet meer toegankelijk voor het publiek.
Rondom de voet van de toren zijn twee monumentale lichtwachterswoningen en één opzichterswoning gebouwd.

## Beschildering
De beschildering met een rode en witte band die in een spiraal omlaag lopen is uniek in Nederland en komt ook in de rest van de wereld maar zeer zelden voor. Aanvankelijk had de toren een grijze pleisterlaag. Toen in de 1930 Vliegveld Haamstede werd geopend, werd vanwege de zichtbaarheid voor het vliegverkeer besloten om een spiraal op de toren aan te brengen. Dit werk kwam in 1935 gereed. In eerste instantie liepen de banden nog niet helemaal door naar beneden. In de Tweede Wereldoorlog heeft de Duitse bezetter de toren beschilderd in (groene) camouflagekleuren, en na de oorlog werd de kleurstelling met de rood en witte spiraal hersteld. In 1955 werd ervoor gekozen om de spiraal naar beneden door te trekken tot op het niveau van het magazijn.
In augustus 2020 maakte Rijkswaterstaat bekend dat de toren weer zal worden beschilderd in de kleuren van voor 1955, oxiderood in plaats van signaalrood. Ook de witte zuil komt weer terug, waardoor de spiraal niet meer helemaal naar beneden zal doorlopen. Deze kleurstelling was een advies van de Rijksdienst voor het Cultureel Erfgoed die op verzoek van de gemeente Schouwen-Duiveland een historisch kleuronderzoek had gedaan. Dit feit zorgde voor commotie onder de lokale bevolking van Nieuw-Haamstede. Op 8 oktober 2020 maakte Rijkswaterstaat bekend dat de toren weer in de bekende kleuren geschilderd zou gaan worden, met de spiraal in dezelfde lengte als voorheen.

## Licht
De vuurtoren is herkenbaar aan het karakter van het licht (group flash 2+1). De verlichting gaat automatisch aan en uit door middel van een lichtsensor. Het lenzenstelsel, dat voor het karakter zorgt, werd in 1953 geïnstalleerd. Aanvankelijk was de lichtbron een gloeilamp van 4200 W, later werd deze vervangen door een gasontladingslamp met een vermogen van 2000 W. De lichtpulsen zijn 40 km tot 56 km (30 zeemijl) te zien in zee.

## Trivia

Bankbiljet van 250 gulden

- Deze vuurtoren is onder meer bekend doordat graficus Oxenaar de beeltenis heeft gebruikt op het bankbiljet van 250 gulden. Dit biljet werd daardoor bekend als "de vuurtoren".[10][11]
- Naaldkunstenares Riet van der Wens-van Spanjen maakte op initiatief van de toenmalige gemeente Westerschouwen een wandkleed op basis van het bankbiljet.[12][13][14]
- Een spiralen beschildering op een vuurtoren komt in Nederland verder niet voor. Tot voor kort waren de enig bekende spiraalbeschilderingen te vinden in Amerika en Grevelingen (Noord-Frankrijk, Phare de Gravelines):[15]  drie vuurtorens met zwart-witte spiralen. De toren van Cape Hatteras zou als voorbeeld gediend hebben voor de beschildering van de toren in Burgh-Haamstede. Sinds 1978 staat op het Spaanse eiland Ibiza de Moscarter-vuurtoren met zwart-witte spiraalbeschildering.[16][17] Bij daglicht fungeert de Wester-schouwen door  zijn kenmerkende beschildering als daymark of  dagmerk.
- De grootte en de hellingshoek van de rood-witte banen werd in Burgh-Haamstede zo gekozen dat geen van de raampjes half in het wit of rood komt.[3]
- De Wester-Schouwen wordt vaak vergeleken met een zuurstok.[18][19]
- De Wester-Schouwen was, voorafgaand aan de bouw, kandidaat om het nationale monument te worden voor luitenant-ter-zee Jan van Speijk. Uiteindelijk werd dit de Vuurtoren van Egmond aan Zee.[20]
- De vuurtoren werd in 1934 geëlektrificeerd. Op 10 mei 1940 kwam de lantaarn onder mitrailleurvuur van Duitse jachtvliegtuigen te liggen.[21][22]
- De vuurtoren is van 1996 tot 1997 gebruikt bij de vormgeving van de commerciële televisiezender TV10.[23]
- Gerda van Wageningen publiceerde in 2020-2021 de Vuurtoren-trilogie met Betsy de Feiter, de dochter van een lichtwachter van de Westerlichttoren in de hoofdrol. (1. De dochter van de lichtwachter, 2. Stilte voor de storm, 3. Verduisterd licht). Hoewel de trilogie in het lichtere, wat sentimentele genre thuishoort, geven de drie boeken toch een indringend en accuraat beeld van het leven aan de voet van de vuurtoren tijdens de eerste helft van de twintigste eeuw dankzij de gedegen research van de auteur.[24][25]
- Mineke Straijer schreef 'Vuurtorenkind',[26] een voor kinderen geschreven bundel weetjes en persoonlijke herinneringen aan haar bijzondere kindertijd als dochter van vuurtorenwachter J. Straijer op Nieuw-Haamstede.[27][28][29] In het Duits vertaald als 'Leuchtturmkind'.
- Een evocatie van de Wester-Schouwen met gedetailleerde drone-beelden is terug te vinden op de video De vuurtoren van Burgh-Haamstede in olieverf[30] met het lied Vuurtoren[31] van Zieirkzeeënaar Wouter Seinen.[32]
- Op de midgetgolfbaan van  het sportcentrum Huis van Burgh te Burgh-Haamstede staat een miniatuurversie van de Wester-Schouwen.[33][34]
- Inez van Oord, hoofdredacteur van magazine Happinez groeide op in Nieuw-Haamstede. De vuurtoren Wester-Schouwen beschrijft ze als "een heilige plek" in haar stukje "Geruststellend licht": "De vuurtoren bij Haamstede, dat is zo'n bijzondere plek. Daar ging ik met vriendjes wel eens naartoe, zo in de schemering. En dan daar onderaan de toren staan en omhoog kijken naar het licht dat in bundels langszoeft...Heel rustig werd ik daarvan. Ik heb daar veel romantische momenten beleefd. Ik vond het licht van de vuurtoren altijd al geruststellend. De bundels scheerden vlak over ons huis in Burgh-Haamstede en mijn kamer lag aan de kant van de vuurtoren. Dus sliep ik in op het ritme van het licht. Ik vond het heerlijk. Het idee dat, ook al was je alleen – er is altijd die vuurtoren nog! Ik had wel eens logées die het eng vonden. Een beetje spookachtig kan het natuurlijk wel zijn. Maar ik heb nooit ergens last van gehad. [...] Maar die vuurtoren is wel echt the place to be."[35]